# Tholera hilaris
Tholera hilaris là một loài bướm đêm thuộc họ Noctuidae. Nó được tìm thấy ở 
khu vực miền nam of European Nga tới vùng Kavkaz, Ngoại Kavkaz, Thổ Nhĩ Kỳ và Israel.
Con trưởng thành bay từ tháng 9 đến tháng 10. Có một lứa một năm.